# أونالاسكا
أونالاسكا (بالإنجليزية: Unalaska, Alaska)‏ هي مدينة تقع في ولاية ألاسكا في الولايات المتحدة. تبلغ مساحة هذه المدينة 549.9 (كم²)، وترتفع عن سطح البحر 4 م، بلغ عدد سكانها 4376 نسمة في عام 2010 حسب إحصاء مكتب تعداد الولايات المتحدة.

## التركيبة السكانية
حدّد مكتب تعداد الولايات المتحدة بيانات التركيبة السكانية لأونالاسكا في تعداد الولايات المتحدة. في ما يلي، التركيبة السكانية حسب تعدادي 2000 و2010.

### تعداد عام 2000
بلغ عدد سكان أونالاسكا 4,283 نسمة بحسب تعداد عام 2000، وبلغ عدد الأسر 834 أسرة وعدد العائلات 476 عائلة مقيمة في المدينة. في حين سجلت الكثافة السكانية 7.8 نسمة لكل كيلومتر مربع (20.2/ميل2). وبلغ عدد الوحدات السكنية 988 وحدة بمتوسط كثافة قدره 1.8 لكل كيلومتر مربع (4.7/ميل2).
وتوزع التركيب العرقي للمدينة بنسبة 44.20% من البيض و3.67% من الأمريكيين الأفارقة و7.70% من الأمريكيين الأصليين و30.63% من الأمريكيين ذوي الأصول الآسيوية و0.56% من سكان جزر المحيط الهادئ و9.32% من الأعراق الأخرى و3.92% من عرقين مختلطين أو أكثر و12.86% من الهسبانيون أو اللاتينيون من أي عرق.
بلغ عدد الأسر 834 أسرة كانت نسبة 38.4% منها لديها أطفال تحت سن الثامنة عشر تعيش معهم، وبلغت نسبة الأزواج القاطنين مع بعضهم البعض 47.1% من أصل المجموع الكلي للأسر، ونسبة 4.8% من الأسر كان لديها معيلات من الإناث دون وجود شريك، بينما كانت نسبة 5.2% من الأسر لديها معيلون من الذكور دون وجود شريكة وكانت نسبة 42.9% من غير العائلات. تألفت نسبة 32% من أصل جميع الأسر من عدة أفراد يعيشون في نفس المنزل ونسبة 1.6% كانت تتألف من شخص يعيش بمفرده يبلغ من العمر 65 عاماً أو أكثر. وبلغ متوسط حجم الأسرة المعيشية 2.51، أما متوسط حجم العائلات فبلغ 3.27.
بلغ العمر الوسطي للسكان 36.5 عاماً. وكانت نسبة 14.5% من القاطنين تحت سن الثامنة عشر، وكانت نسبة 2.8% بين الثامنة عشر والرابعة والعشرين عاماً، ونسبة 20.2% كانت واقعةً في الفئة العمرية ما بين الخامسة والعشرين والرابعة والأربعين عاماً، ونسبة 10.2% كانت ما بين الخامسة والأربعين والرابعة والستين، ونسبة 1.1% كانت ضمن فئة الخامسة والستين عاماً فما فوق. يوجد لكل 100 أنثى 119.2 ذكر، ويوجد لكل 100 أنثى في الثامنة عشر من عمرها فما فوق 126.7 ذكر.
بلغ متوسط دخل الأسرة في المدينة 69,539 دولارًا، أما متوسط دخل العائلة فبلغ 80,829 دولارًا. وكان متوسط دخل الذكور 41,352 دولارًا مقابل 29,766 دولارًا للإناث. وسجل دخل الفرد الخاص بالمدينة 24,676 دولارًا. وكانت نسبة 2% من العائلات ونسبة 12.5% من السكان تحت خط الفقر، وكان من هؤلاء نسبة 3.4% تحت سن الثامنة عشر ونسبة 15.8% في الخامسة والستين من العمر وما فوق.

### تعداد عام 2010
بلغ عدد سكان أونالاسكا 4,376 نسمة بحسب تعداد عام 2010، وبلغ عدد الأسر 927 أسرة وعدد العائلات 533 عائلة مقيمة في المدينة. في حين سجلت الكثافة السكانية 8 نسمة لكل كيلومتر مربع (20.7/ميل2). وبلغ عدد الوحدات السكنية 1,106 وحدة بمتوسط كثافة قدره 2 لكل كيلومتر مربع (5.2/ميل2).
وتوزع التركيب العرقي للمدينة بنسبة 39.19% من البيض و6.86% من الأمريكيين الأفارقة و6.12% من الأمريكيين الأصليين و32.63% من الأمريكيين ذوي الأصول الآسيوية و2.19% من سكان جزر المحيط الهادئ و7.40% من الأعراق الأخرى و5.60% من عرقين مختلطين أو أكثر و15.22% من الهسبانيون أو اللاتينيون من أي عرق.
بلغ عدد الأسر 927 أسرة كانت نسبة 35.3% منها لديها أطفال تحت سن الثامنة عشر تعيش معهم، وبلغت نسبة الأزواج القاطنين مع بعضهم البعض 43.1% من أصل المجموع الكلي للأسر، ونسبة 7.7% من الأسر كان لديها معيلات من الإناث دون وجود شريك، بينما كانت نسبة 6.7% من الأسر لديها معيلون من الذكور دون وجود شريكة وكانت نسبة 42.5% من غير العائلات. تألفت نسبة 32.4% من أصل جميع الأسر من عدة أفراد يعيشون في نفس المنزل ونسبة 1.7% كانت تتألف من شخص يعيش بمفرده يبلغ من العمر 65 عاماً أو أكثر. وبلغ متوسط حجم الأسرة المعيشية 2.46، أما متوسط حجم العائلات فبلغ 3.17.
بلغ العمر الوسطي للسكان 40.7 عاماً. وكانت نسبة 14% من القاطنين تحت سن الثامنة عشر، وكانت نسبة 7.3% بين الثامنة عشر والرابعة والعشرين عاماً، ونسبة 39.8% كانت واقعةً في الفئة العمرية ما بين الخامسة والعشرين والرابعة والأربعين عاماً، ونسبة 36.3% كانت ما بين الخامسة والأربعين والرابعة والستين، ونسبة 2.7% كانت ضمن فئة الخامسة والستين عاماً فما فوق. وتوزع التركيب الجنسي للسكان بنسبة 68.4% ذكور و31.6% إناث.

## المناخ
يظهر الجدول التالي التغييرات المناخية على مدار السنة لأونالاسكا:
| البيانات المناخية لـأونالاسكا         | البيانات المناخية لـأونالاسكا | البيانات المناخية لـأونالاسكا | البيانات المناخية لـأونالاسكا | البيانات المناخية لـأونالاسكا | البيانات المناخية لـأونالاسكا | البيانات المناخية لـأونالاسكا | البيانات المناخية لـأونالاسكا | البيانات المناخية لـأونالاسكا | البيانات المناخية لـأونالاسكا | البيانات المناخية لـأونالاسكا | البيانات المناخية لـأونالاسكا | البيانات المناخية لـأونالاسكا | البيانات المناخية لـأونالاسكا |
| الشهر                                 | يناير                         | فبراير                        | مارس                          | أبريل                         | مايو                          | يونيو                         | يوليو                         | أغسطس                         | سبتمبر                        | أكتوبر                        | نوفمبر                        | ديسمبر                        | المعدل السنوي                 |
| ------------------------------------- | ----------------------------- | ----------------------------- | ----------------------------- | ----------------------------- | ----------------------------- | ----------------------------- | ----------------------------- | ----------------------------- | ----------------------------- | ----------------------------- | ----------------------------- | ----------------------------- | ----------------------------- |
| الدرجة القصوى °ف (°م)                 | 58 (14)                       | 54 (12)                       | 61 (16)                       | 58 (14)                       | 60 (16)                       | 73 (23)                       | 77 (25)                       | 82 (28)                       | 74 (23)                       | 65 (18)                       | 57 (14)                       | 59 (15)                       | 82 (28)                       |
| الحد الأقصى المتوسط °ف (°م)           | 45.8 (7.7)                    | 46.3 (7.9)                    | 47.7 (8.7)                    | 49.6 (9.8)                    | 54.3 (12.4)                   | 61.4 (16.3)                   | 68.7 (20.4)                   | 71.9 (22.2)                   | 63.7 (17.6)                   | 56.6 (13.7)                   | 51.4 (10.8)                   | 48.3 (9.1)                    | 73.2 (22.9)                   |
| متوسط درجة الحرارة الكبرى °ف (°م)     | 36.7 (2.6)                    | 37.4 (3.0)                    | 38.5 (3.6)                    | 40.8 (4.9)                    | 46.0 (7.8)                    | 51.5 (10.8)                   | 56.8 (13.8)                   | 58.8 (14.9)                   | 53.9 (12.2)                   | 47.3 (8.5)                    | 42.2 (5.7)                    | 39.0 (3.9)                    | 45.8 (7.7)                    |
| المتوسط اليومي °ف (°م)                | 32.5 (0.3)                    | 32.5 (0.3)                    | 33.5 (0.8)                    | 36.2 (2.3)                    | 41.4 (5.2)                    | 46.8 (8.2)                    | 51.4 (10.8)                   | 53.3 (11.8)                   | 48.8 (9.3)                    | 42.3 (5.7)                    | 37.4 (3.0)                    | 34.7 (1.5)                    | 40.9 (4.9)                    |
| متوسط درجة الحرارة الصغرى °ف (°م)     | 28.0 (−2.2)                   | 27.8 (−2.3)                   | 28.2 (−2.1)                   | 31.4 (−0.3)                   | 36.7 (2.6)                    | 41.8 (5.4)                    | 45.9 (7.7)                    | 47.6 (8.7)                    | 43.5 (6.4)                    | 37.3 (2.9)                    | 32.1 (0.1)                    | 30.3 (−0.9)                   | 35.9 (2.2)                    |
| الحد الأدنى المتوسط °ف (°م)           | 17.9 (−7.8)                   | 17.2 (−8.2)                   | 17.8 (−7.9)                   | 23.1 (−4.9)                   | 29.8 (−1.2)                   | 36.7 (2.6)                    | 40.5 (4.7)                    | 40.9 (4.9)                    | 35.6 (2.0)                    | 28.2 (−2.1)                   | 22.8 (−5.1)                   | 20.2 (−6.6)                   | 15.9 (−8.9)                   |
| أدنى درجة حرارة °ف (°م)               | −8 (−22)                      | 0 (−18)                       | 2 (−17)                       | −5 (−21)                      | 15 (−9)                       | 30 (−1)                       | 21 (−6)                       | 30 (−1)                       | 19 (−7)                       | 2 (−17)                       | 8 (−13)                       | 5 (−15)                       | −8 (−22)                      |
| الهطول إنش (مم)                       | 7.28 (185)                    | 6.35 (161)                    | 5.40 (137)                    | 3.46 (88)                     | 3.98 (101)                    | 2.48 (63)                     | 2.19 (56)                     | 2.69 (68)                     | 5.21 (132)                    | 7.17 (182)                    | 6.76 (172)                    | 7.89 (200)                    | 60.86 (1٬545)                 |
| متوسط تساقط الثلوج إنش (سم)           | 23.8 (60)                     | 20.4 (52)                     | 16.5 (42)                     | 6.6 (17)                      | 0.2 (0.51)                    | 0 (0)                         | 0 (0)                         | 0 (0)                         | 0 (0)                         | 0.5 (1.3)                     | 6.4 (16)                      | 17.1 (43)                     | 91.5 (231.81)                 |
| متوسط أيام هطول الأمطار (≥ 0.01 inch) | 21                            | 20                            | 20                            | 17                            | 17                            | 14                            | 13                            | 14                            | 18                            | 23                            | 23                            | 23                            | 223                           |
| المصدر: WRCC                          |                               |                               |                               |                               |                               |                               |                               |                               |                               |                               |                               |                               |                               |

## توأمة
لأونالاسكا اتفاقيات توأمة مع:
- بتروبافلوفسك

## أعلام
- اريك ويلسون

## وصلات خارجية
- Community Information